# Bruno Abakanowicz
Bruno Abdank-Abakanowicz (6. října 1852 Ukmergė – 29. srpna 1900 Paříž) byl polský matematik, vynálezce a elektroinženýr.

## Život
Narodil se v roce 1852 ve Vilkmergė. Tehdy se jednalo o ruské impérium, dnes je obec součástí Litvy, a tak je někdy Abakanowicz uváděn jako ruský či litevský vědec. Vystudoval Rižskou technickou univerzitu, habilitoval se a začal pracovat jako asistent na Lvovské technické univerzitě. V roce 1881 se vzdal profesury a přestěhoval se do Francie, kde zakoupil vilu v Saint-Maur-des-Fossés na předměstí Paříže. Byl zaměstnán francouzskou vládou coby odborník na elektrifikaci a měl na starost například elektrifikaci Lyonu. Díky patentům velmi zbohatl a také přijal v roce 1889 řád čestné legie.
Mezi jeho vynálezy patří integraf (mechanický integrátor) patentovaný v roce 1880, parabolograf a spirograf, dále elektrický zvonek pro tramvaje a oblouková lampa vlastní konstrukce. Napsal řadu článků (např. do Comptes rendus de l´académie des sciences), a to nejen o svých vynálezech, ale například i o statistice.
Ke konci života se přesunul na pobřeží Bretaně, kde si v letech 1892 až 1896 vybudoval zámeček u Trégastelu. Ten sloužil jako jedno ze středisek polské inteligence ve Francii. Častěji zde pobývali zejména Aleksander Gierymski, Leon Wyczółkowski a především Henryk Sienkiewicz. Sienkiewicz zde pracoval na řadě svých děl, například román Quo vadis, za který byl Sienkiewicz oceněn Nobelovou cenou za literaturu, vznikl celý na Abakanowiczově zámku. S Abakanowiczem se spřátelili natolik, že se Sienkiewicz stal na základě poslední vůle po Abakanowiczově nenadálé smrti poručníkem jeho jediné dcery Zofie (vystudovala London School of Economics a Sorbonu a pak zahynula za druhé světové války v v Osvětimi-Březince).